# Our Mrs. McChesney
Our Mrs. McChesney è un film muto del 1918 diretto da Ralph W. Ince. La sceneggiatura di Luther Reed si basa sull'omonimo lavoro teatrale di Edna Ferber e George V. Hobart andato in scena al Lyceum Theatre di New York il 19 ottobre 1915. Ethel Barrymore, Huntley Gordon, William H. St. James, interpreti a Broadway, ripresero il loro ruolo anche per il film. Tra gli altri interpreti, Wilfred Lytell, Lucille Lee Stewart (moglie del regista), John Daly Murphy, Walter Percival, Ricca Allen.

## Trama
Emma McChesney, rimasta vedova, lavora per la Featherbloom, un'azienda di sottovesti di proprietà di T. A. Buck, per cui viaggia per gli Stati Uniti come addetta alle vendite. Quando il vecchio Buck muore, la gestione dell'impresa passa a suo figlio T. A. Buck junior. La compagnia, però, soffre di questo passaggio di consegne ed Emma è quasi tentata di passare alla concorrenza, andando a lavorare per Abel Fromkin, rivale di Buck. Nel suo ultimo viaggio di lavoro, tuttavia, Emma viene a sapere che suo figlio Jack si è sposato con Vera Sherwood, una ballerina di fila, e poiché Buck junior si mostra preoccupato per la situazione che si è venuta a creare e per il ragazzo, Emma, grata del suo interessamento, decide di rimanere con lui. I due ragazzi sono veramente ancora troppo giovani e la signora McChesney decide di mandare la sposa in collegio mentre il figlio va a lavorare per Buck. Le condizioni dell'azienda continuano però a peggiorare: quando Emma scopre che l'azienda è ormai sull'orlo del fallimento, ha l'idea di inventare un nuovo modello di gonna che, modellato da Vera e promosso da Jack, scuote il mondo della moda e salva la compagnia. Buck, che nel frattempo si è innamorato di Emma, la chiede in moglie e lei accetta di sposarlo.

## Produzione
Il film fu prodotto dalla Metro Pictures Corporation con la supervisione di Maxwell Karger. La commedia su cui si basa il film prendeva a sua volta spunto dalle storie di Emma McChesney, che la Farber aveva scritto e pubblicato sul Saturday Evening Post nel 1912.

## Distribuzione
Distribuito dalla Metro Pictures Corporation, il film uscì nelle sale statunitensi il 18 agosto 1918.
Non si conoscono copie ancora esistenti della pellicola che viene considerata presumibilmente perduta.